# Bahnhof Eichwalde
Der Bahnhof Eichwalde ist ein Haltepunkt in der Gemeinde Eichwalde im Landkreis Dahme-Spreewald, südöstlich von Berlin. Er wird von Zügen der S-Bahn Berlin bedient.

## Lage
Der Haltepunkt befindet sich etwa 750 m westlich des Ortskerns von Eichwalde. Die Berliner Stadtgrenze ist rund 500 m entfernt. Die angrenzenden Straßen sind die Heinrich-Heine-Allee und die August-Bebel-Allee. Die nächste Station in Richtung Süden ist der etwa drei Kilometer entfernte Bahnhof Zeuthen, in Richtung Norden der Bahnhof Berlin-Grünau, der ungefähr fünf Kilometer entfernt ist. Die Station befindet sich im Tarifbereich C des Verkehrsverbundes Berlin-Brandenburg.

## Geschichte
Am 1. Juni 1874 wurde ein Haltepunkt an der Görlitzer Bahn als Schmöckwitz (Bude 18) eröffnet. Er besaß zwei Seitenbahnsteige und lag etwa 150 m nördlich der heutigen Betriebsstelle. Am 1. Juli 1898 wurde der Bahnhof in seiner heutigen Lage als Eichwalde-Schmöckwitz eröffnet.
1934 wurde die Station durch dampfgeführte Züge im Halbstundentakt bedient. 1935 wurde der Bahnhof in Eichwalde (Kreis Teltow) umbenannt.
Nach dem Zweiten Weltkrieg wurden Gleise im Bahnhof demontiert. Am 21. Juni 1945 folgte die Wiedereröffnung für den Vorortverkehr mit einem Gleis. Im Juni 1947 kam ein Kreuzungsgleis hinzu. Die Elektrifizierung war am 30. April 1951 vollständig abgeschlossen. Zur gleichen Zeit wurde der Personentunnel verlängert und auf der westlichen Seite ein Zugang mit zwei Treppen neu erbaut. Die Bahnsteighöhe wurde von 76 cm auf 96 cm angehoben. Die Einweihung folgte am 1. Mai 1951. Der Bau von 1950/51 wurde unter anderem durch den Kauf von Spendenmarken der Eichwalder Bevölkerung finanziert.
Da die DDR am 26. Mai 1952 das Gebiet außerhalb von Berlin für West-Berliner sperrte, wurde Eichwalde zu einem Grenzkontrollpunkt. Aus diesem Grund mussten die S-Bahnen etwa sechs Minuten in Eichwalde warten. Im Mai 1953 entfiel der Namenszusatz (Kreis Teltow). Die Station trägt seitdem nur noch den Namen Eichwalde. In den 1970er Jahren wurde der Bahnhof renoviert, wobei Teile des alten Baustils verdeckt wurden. Im Sommer 1989 erneuerte man das marode Bahnsteigdach. Aufgrund eines Bruches in einer Dachstütze ist die Überdachung nicht mehr 94 m, sondern 89 m lang.
Im Jahr 2018 begannen Arbeiten zur Herstellung eines barrierefreien Bahnsteigzugangs. Die Personenunterführung wird modernisiert und die östlichen und westlichen Zugänge vollständig erneuert. Hierbei entstehen Rampen sowie ein Aufzug zum Bahnsteig, der Ersatzsteg zu den Gleisen erhielt unter dem Volksmund den Namen „Asthma-Treppe“, da es besonders schwierig ist für Menschen (besonders mit Atmungsschwierigkeiten) dort hochzukommen. Die Arbeiten sollten laut ursprünglicher Planung im Oktober 2019 abgeschlossen werden. 2021 war eine Fertigstellung bis Februar 2022 versprochen worden, nach aktueller Planung sollen die Bauarbeiten im November 2024 abgeschlossen sein. Seit Mai 2025 ist der Zugang zum Bahnsteig über die Unterführung nach siebenjähriger Bauzeit weitestgehend fertig.

## Anlagen
Der Haltepunkt besteht aus einem Mittelbahnsteig mit zwei Bahnsteiggleisen für die S-Bahn, der durch eine Fußgängerunterführung erreichbar ist. Eine Betriebsstelle an der westlich von den S-Bahn-Gleisen verlaufenden Fernbahnstrecke gibt es hier nicht.

## Anbindung
| Linie | Verlauf | Takt |
| ----- | --- | ---- |
|       | Westend – Messe Nord/ZOB – Westkreuz – Halensee – Hohenzollerndamm – Heidelberger Platz – Bundesplatz – Innsbrucker Platz – Schöneberg – Südkreuz – Tempelhof – Hermannstraße – Neukölln – Köllnische Heide – Baumschulenweg – Schöneweide – Johannisthal – Adlershof – Grünau – Eichwalde – Zeuthen – Wildau – Königs Wusterhausen \|\| 20 min                                                                                             |      |
|       | Birkenwerder – Hohen Neuendorf – Bergfelde – Schönfließ – Mühlenbeck-Mönchmühle – Blankenburg – Pankow-Heinersdorf – Pankow – Bornholmer Straße – Schönhauser Allee – Prenzlauer Allee – Greifswalder Straße – Landsberger Allee – Storkower Straße – Frankfurter Allee – Ostkreuz – Treptower Park – Plänterwald – Baumschulenweg – Schöneweide – Johannisthal – Adlershof – Grünau (– Eichwalde – Zeuthen – Wildau) \|\| 20 min (nur HVZ) |      |